# Денежкин, Геннадий Алексеевич
Генна́дий Алексе́евич Де́нежкин (28 января 1932, Карабаново, Ивановская Промышленная область — 13 февраля 2016, Тула) — советский и российский учёный и конструктор в области проектирования реактивных систем залпового огня, доктор технических наук. Герой Социалистического Труда (1989), лауреат Ленинской премии и Государственной премии Российской Федерации, заслуженный конструктор Российской Федерации.

## Биография
Родился 28 января 1932 года в городе Карабаново (ныне — во Владимирской области).
В 1954 году окончил Тульский механический институт был направлен на работу в НИИ-147 (ныне АО «Научно-производственное объединение „Сплав“»). В то время в НИИ-147 под руководством конструктора А. Н. Ганичева начинались работы по созданию нового поколения реактивных систем залпового огня. В результате этих работ в 1963 году была создана знаменитая система БМ-21 «Град». Большой творческий вклад в эти разработки внёс и Денежкин, за что в 1966 году был удостоен Ленинской премии.
Вся последующая конструкторская и организационная деятельность Геннадия Алексеевича связана с развитием артиллерийских гильз и реактивных систем залпового огня (РСЗО), с созданием систем «Град-1», «Ураган», «Смерч». В 1983 году он был назначен главным конструктором и первым заместителем генерального директора НПО «Сплав», в котором продолжил разработку РСЗО и окончательно подтвердил возможности применения в дальнобойных РСЗО коррекции полёта ракеты со значительным уменьшением рассеяния. В 1987 году была принята на вооружение РСЗО «Смерч», не имеющая аналога по своим тактико-техническим характеристикам.
Указом Президиума Верховного Совета СССР («закрытым») в 1989 году Денежкину Геннадию Алексеевичу было присвоено звание Героя Социалистического Труда.
Опыт, накопленный при создании РСЗО для сухопутных войск, позволил разработать принципиально новые системы для военно-морского флота. Это системы «Дамба», А-22 «Огонь», а также не имеющие мировых аналогов системы «Удав-1М» (для поражения торпед) и РПК-8 (для борьбы с подводными лодками).
Денежкин также продолжил работать над совершенствованием различных типов РСЗО и их боевого оснащения. За создание изделия, оснащённого самоприцеливающимися элементами для борьбы с бронированной техникой, в 1997 году он был удостоен Государственной премии России. Одновременно с созданием систем он постоянно энергично занимается внедрением их на серийных заводах, где пользуется большим уважением и авторитетом.
Вместе с НПО «Сплав» — головным разработчиком образцов оружия трудились коллективы многих предприятий по различным направлениям (боевым и транспортно-заряжающим машинам, взрывателям, пороховым зарядам, средствам воспламенения). Накопленный на этих предприятиях уникальный научно-технический потенциал позволяет создавать новые, современные образцы РСЗО мирового уровня.
Геннадий Алексеевич стал автором более 300 научных трудов и изобретений по проблемам обеспечения точности дальнобойных снарядов, методов моделирования процессов стрельбы РСЗО, обоснования требований к системе испытаний вооружения.
Жил и работал в Туле. Скончался 13 февраля 2016 года в Туле на 85-м году жизни. Похоронен на Смоленском кладбище в Туле.
22 августа 2018 года на Аллее славы в Карабаново торжественно открыли памятную доску, посвященную уроженцу и почетному жителю города Геннадию Алексеевичу Денежкину.

## Печатные труды
- Экспериментальное моделирование и отработка систем разделения реактивных снарядов, 2005 (в соавторстве с В. И. Козловым, Н. А. Макаровцем, А. А. Редько).

## Награды и звания
- Герой Социалистического Труда
- Медаль «Серп и Молот»
- Орден «За заслуги перед Отечеством» II степени (28 января 2007) — за выдающийся вклад в разработку специальной техники, укрепление обороноспособности государства и многолетний добросовестный труд[4]
- Орден «За заслуги перед Отечеством» III степени (26 июня 1995) — за заслуги перед государством, успехи, достигнутые в труде, большой  вклад в укрепление дружбы, сотрудничества между народами и самоотверженные действия при спасении погибавших[5]
- Два ордена Ленина
- Юбилейные медали «65» и «70 лет Победы в Великой Отечественной войне 1941—1945 гг.»[6]
- Государственная премия Российской Федерации (1997)
- Ленинская премия (1966)
- Заслуженный конструктор Российской Федерации[7]
- Почётная грамота Президента Российской Федерации (9 февраля 2012) — за достигнутые трудовые успехи и многолетнюю добросовестную работу
- Почётный гражданин города Тулы[8]
- Почётный гражданин Тульской области[9]
- Почётный гражданин Карабанова (22 декабря 2011)[10]

## Память
- в парке в/ч 15644 (город Знаменск) установлена мемориальная доска Г. А. Денежкину (19.11.2016)[10]
- около тульского Музея оружия установлен бюст Г. А. Денежкина (19.09.2017)[10]
- на Аллее славы (в Карабанове) установлена мемориальная доска Г. А. Денежкину (22.08.2018)[10].